# Gott ist mein König

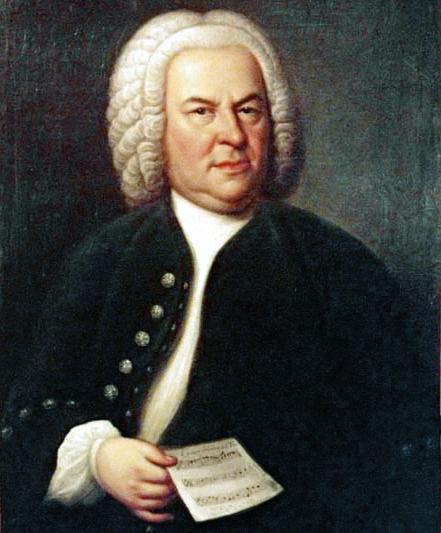
Johann Sebastian Bach

Gott ist mein König (BWV 71) is een religieuze cantate geschreven door Johann Sebastian Bach.

## Programma
De cantate werd voor het eerst uitgevoerd op 4 februari 1708 in de Marienkirche te Mühlhausen, en is geschreven ter gelegenheid van de jaarlijkse installatie van een nieuwe gemeentebestuur in Mühlhausen, de zogenoemde "Ratswechsel". De tekst kan geïnterpreteerd worden als een meditatie rond de overgang van oud naar nieuw tezamen met een saluut van gelukwensen aan de nieuwe stedelijke gezagdragers. Deel 2 van de cantate geschreven voor solo-orgel, Ich bin nun achtzig Jahr, verwijst vermoedelijk naar Adolf Strecker die in de leeftijd van 83 jaar het ambt verliet.
 
Ondanks dat Bach de cantate voor een 'wereldlijke' gebeurtenis schreef — kerk en maatschappij kenden in die tijd geen strakke scheidslijnen — rekent men deze cantate toch tot de religieuze cantates van Bach. Dit omdat de tekst voor het grootste deel bijbelpassages bevat: de tekst van deel 1 en 4 gaat terug op Psalm 74, de andere delen verwijzen naar het boek Samuel, Genesis en Deuteronomium.

## Tekst
De tekstschrijver is niet bekend. Toch vermoedt men, maar zonder echt bewijs, dat de tekst aangeleverd werd door de predikant Georg Christian Eilmar, die rond dezelfde tijd de opdracht gaf aan Bach om de cantate Aus der Tiefen rufe ich, Herr, zu dir (BWV 131) te componeren.
Inhoud
1. Openingskoor
2. Aria/Koor (tenor, sopraan) "Ich bin nun achtzig Jahr - Soll ich auf dieser Welt"
3. Koor met 4 stemmen "Dein Alter sei wie deine Jugend"
4. Arioso (bas) "Tag und Nacht ist dein"
5. Aria (alt) "Durch mächtige Kraft"
6. Koor "Du wollest dem Feinde nicht geben"
7. Koor (soli, koor) "Das neue Regiment"

## Toelichting
In 1708 was Bach organist in de Divi Blasii kerk te Mühlhausen. In composities van Bach uit die tijd speelde het kerkorgel echter een belangrijke rol. Deze cantate is de eerste compositieopdracht van Bach voor een orkest met een feestelijke samenstelling, inclusief trompetten en pauken. Voor Bachs tijd waren de Rats-Stückchen steevast een serie van strofische aria's met instrumentale begeleiding. Bach zorgde voor een trendbreuk en presenteerde in de Marienkirche meteen een volwassen cantate met diverse uitgebalanceerde delen met een indrukwekkend klankvertoon, uitwaaierend in de grote en hoge hallenkerk met haar diverse zuilengangen en galerijen. (zie video-opname bij links)
De cantate - die door Bach zelf nadrukkelijk met Glückwünschende Kirchen-Motetto is aangeduid - wordt beschouwd als de weerslag van zijn overrompelende ervaringen in de winter van 1705/06 in de Noord-Duitse stad Lübeck. Dit was ten tijde dat de bejaarde Dieterich Buxtehude, organist en kerkadministrateur van de Marienkirche aldaar, twee 'Extra-Ordinaire Abend-Musiken' organiseerde. Hierbij weerklonken twee grote oratoria in zeer grote vocale en instrumentale bezetting. 
In 1707 overleed Buxtehude. Het is aannemelijk dat Gott is mein König voor Bach als hommage aan Buxtehude is bedoeld: zijn grote en inspirerende voorbeeld al vanuit uit zijn jonge jaren in Ohrdruf. Deze eerste vocaal-instrumentale compositie in grote bezetting van Bach telt twee vocale koren en maar liefst vier instrumentale groepen en orgel.
Het gehele ensemble klinkt alleen in het eerste en in het laatste deel van de cantate. In de andere delen wendt Bach diverse combinaties van stemmen en instrumenten aan, al naargelang de tekst. Zo vertaalde Bach het tekstcontrast tussen de delen 4 en 5 in een sterk contrasterende bezetting. Deel 4 Tag und Nacht ist dein combineert twee groepen houtblazers. Drie trompetten en pauken versterken nummer 5 Durch mächtige Kraft erhälst du unsere Grenzen. De registratiekunst van meesterorganist Bach herkent men in de magistrale toepassing en afwisseling van klankkleuren.
Bach schreef deze cantate in opdracht van het gemeentebestuur. Gott ist mein König is daarmee een van de weinige composities, die Bach in zekere zin als betaalde opdracht heeft geschreven. Vrijwel al zijn andere cantatewerk is geschreven als onderdeel van zijn functie. Het gemeentebestuur betaalde de kosten van de uitgave ervan die in vorm van losse vocale en instrumentale partijen verscheen. Het Nederlands Muziek Instituut in Den Haag is eigenaar van een van weinige complete verzamelingen die van deze muziekuitgave is overgeleverd.
De cantate werd zo goed ontvangen dat Bach gevraagd werd om de twee daaropvolgende jaren weer een cantate te schrijven, ter gelegenheid van de installatie van opnieuw een ander (want jaarlijks verkozen) gemeentebestuur. Alhoewel Bach in 1709 naar Weimar was verhuisd, gaf hij gevolg aan dit compositieverzoek. Helaas zijn de partituur, de afgeschreven partijen en (opnieuw) de uitgave ervan in de loop van de tijd verloren gegaan. Bij de uitvoeringen van de cantates in 1709 en 1710 liet men de componist zelfs overkomen uit Weimar om de uitvoeringen te leiden.
In dit vroege werk van Bach vindt men de vormelijke karakteristieken van zijn latere cantatewerk te Leipzig, 15 jaar later, reeds in de kiem aanwezig terug.